# Karpa (leśnictwo)

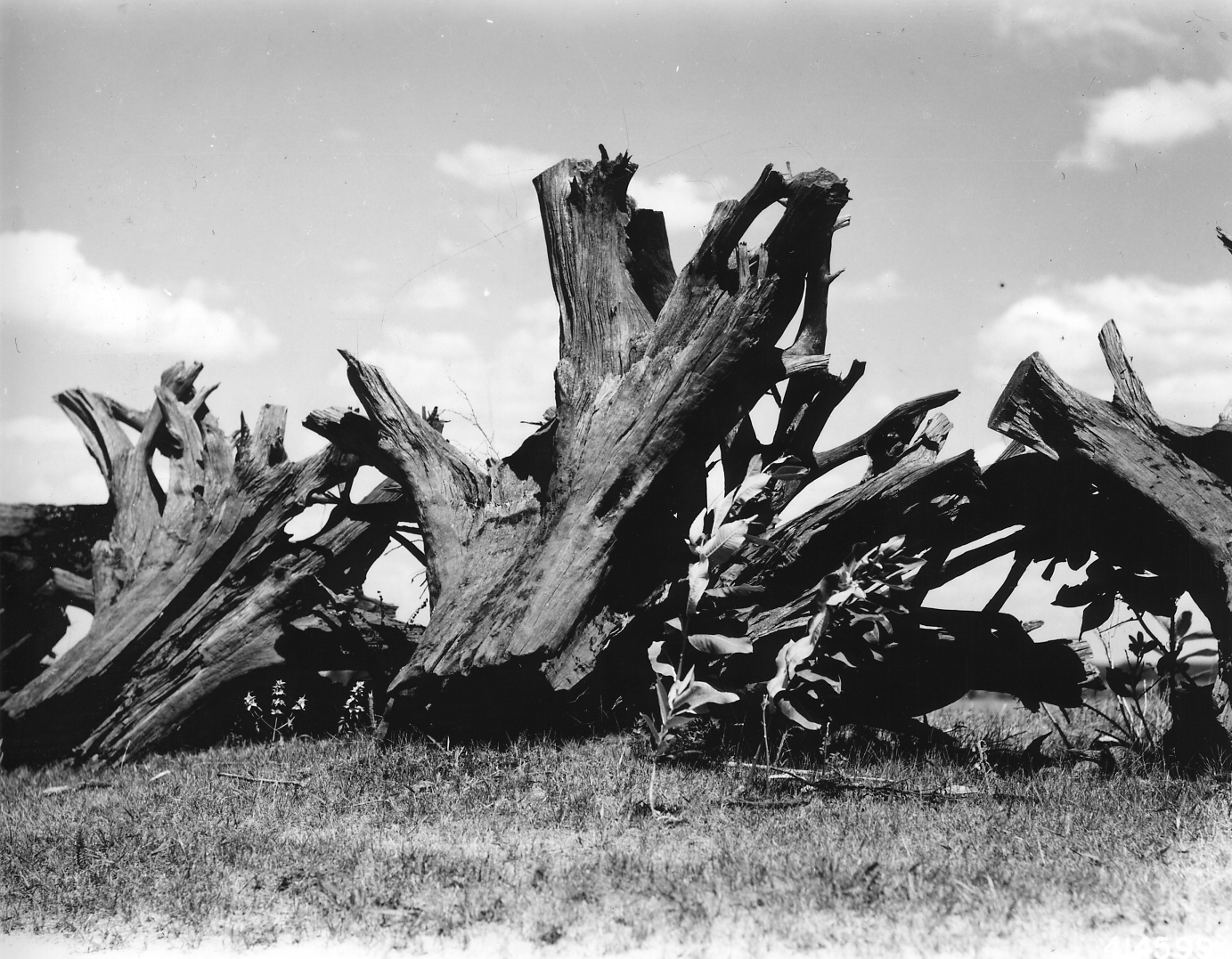
Karpy użyte w roli ogrodzenia pól

Karpa, inaczej karcz – w leśnictwie:
- pozostały po ścięciu drzewa pniak wraz z systemem korzeniowym. Karpy mogą być pozyskiwane do wykorzystania jako karpina. Usuwanie (np. w celu oczyszczenia terenu) lub pozyskanie karp to karczowanie, które może być wykonywane ręcznie, mechanicznie lub za pomocą środków wybuchowych[1].
- roślina w mateczniku służąca do pozyskiwania prętów odroślowych wykorzystywanych jako zrzezy[1].